# Pheidole
Pheidole är ett släkte av myror. Pheidole ingår i familjen myror.

## Bildgalleri

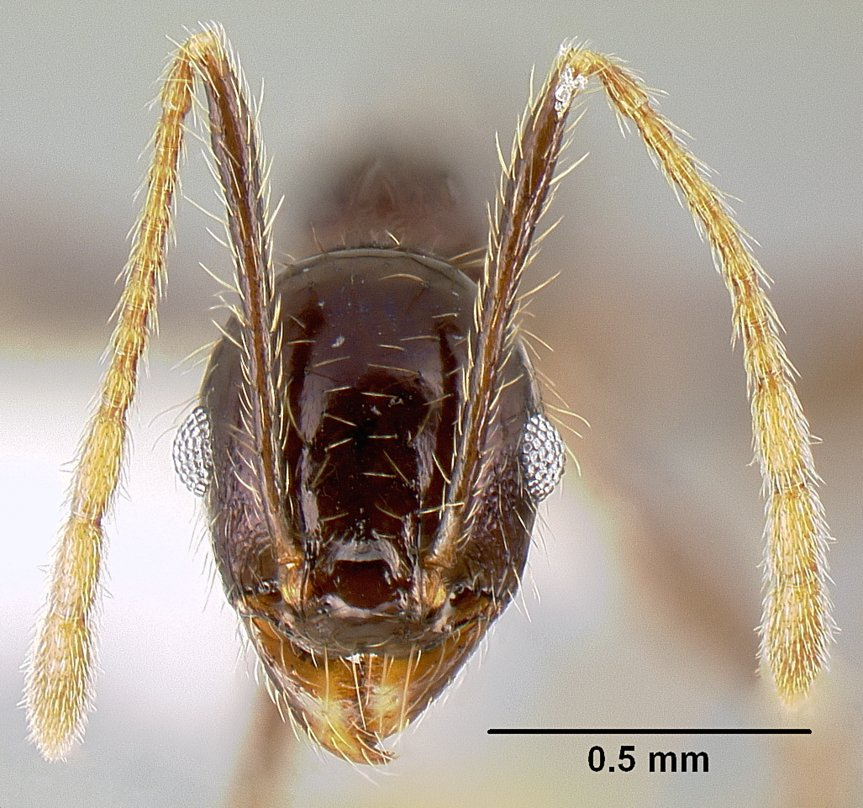
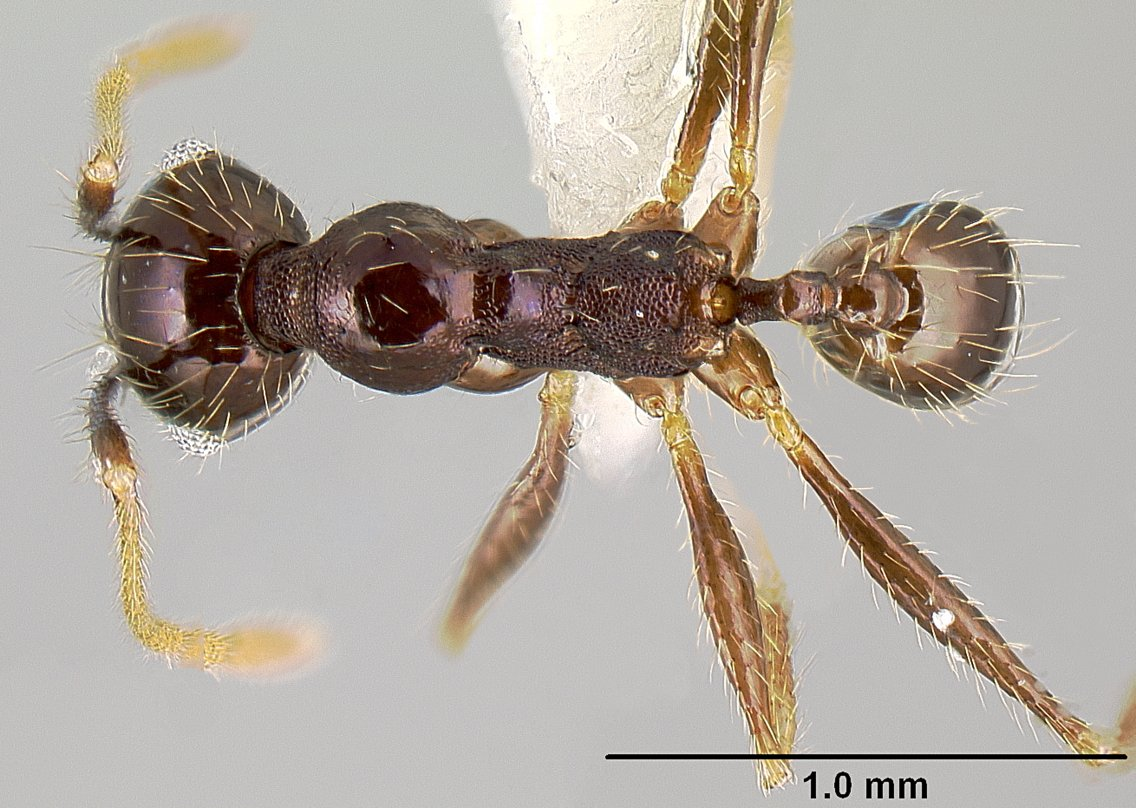
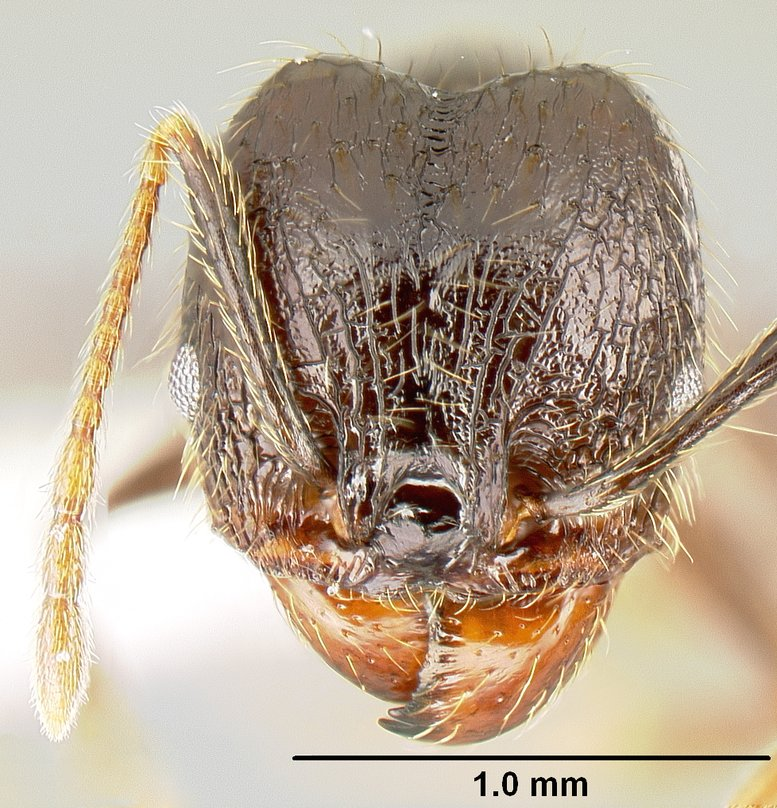
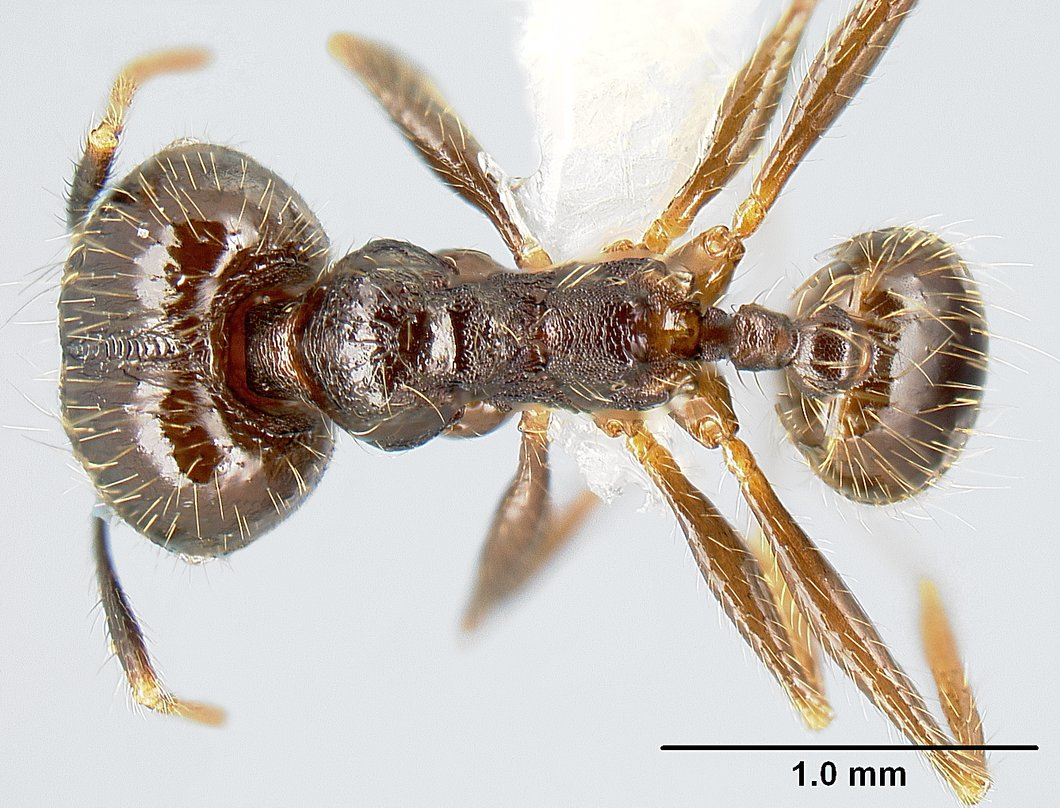
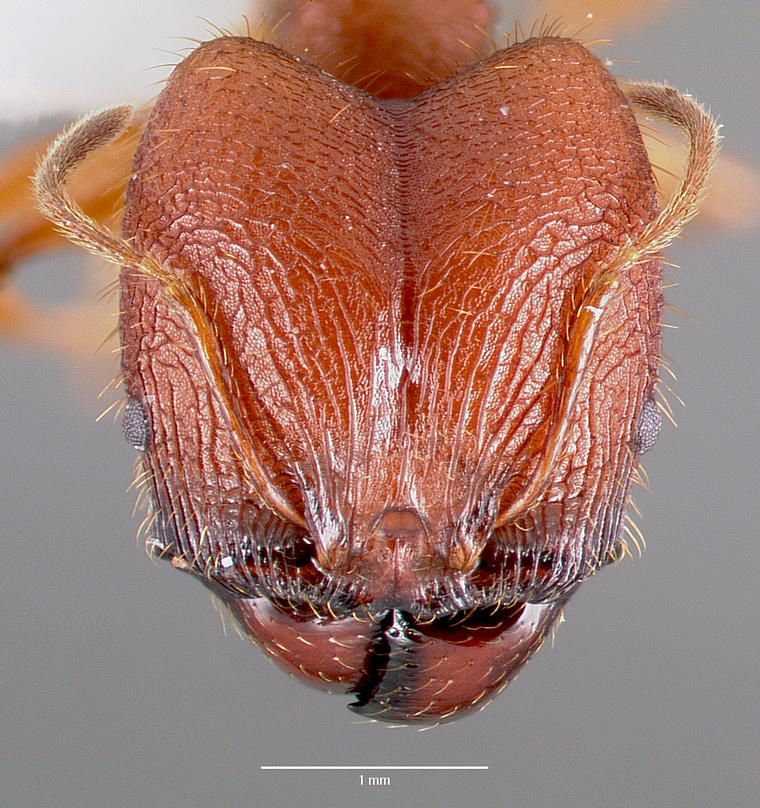

## Dottertaxa tillPheidole, i alfabetisk ordning[1]
- Pheidole aana
- Pheidole aberrans
- Pheidole absurda
- Pheidole accinota
- Pheidole acutidens
- Pheidole adrianoi
- Pheidole aeberlii
- Pheidole aequiseta
- Pheidole agilis
- Pheidole aglae
- Pheidole ajax
- Pheidole akermani
- Pheidole albidula
- Pheidole alfaroi
- Pheidole allani
- Pheidole amata
- Pheidole amber
- Pheidole ambonensis
- Pheidole amia
- Pheidole ampla
- Pheidole amplificata
- Pheidole anastasii
- Pheidole andrieui
- Pheidole androsana
- Pheidole angusta
- Pheidole annemariae
- Pheidole anthracina
- Pheidole aper
- Pheidole arcifera
- Pheidole arciruga
- Pheidole areniphila
- Pheidole argentina
- Pheidole arhuaca
- Pheidole aristotelis
- Pheidole arnoldi
- Pheidole aspera
- Pheidole asperata
- Pheidole athertonensis
- Pheidole attila
- Pheidole atua
- Pheidole aurivillii
- Pheidole auropilosa
- Pheidole bahai
- Pheidole balzani
- Pheidole bambusarum
- Pheidole barbata
- Pheidole barreleti
- Pheidole barumtaun
- Pheidole beauforti
- Pheidole belli
- Pheidole bequaerti
- Pheidole bergi
- Pheidole bessonii
- Pheidole bhavanae
- Pheidole bicarinata
- Pheidole biconstricta
- Pheidole bicornis
- Pheidole bifurca
- Pheidole bilimeki
- Pheidole biloba
- Pheidole binghamii
- Pheidole biolleyi
- Pheidole blumenauensis
- Pheidole bluntschlii
- Pheidole borgmeieri
- Pheidole bos
- Pheidole braueri
- Pheidole brevicona
- Pheidole brevicornis
- Pheidole breviseta
- Pheidole bruchi
- Pheidole buchholzi
- Pheidole buckleyi
- Pheidole bucolica
- Pheidole bugi
- Pheidole butteli
- Pheidole caffra
- Pheidole cairnsiana
- Pheidole caldwelli
- Pheidole calens
- Pheidole californica
- Pheidole cameroni
- Pheidole camptostela
- Pheidole capellinii
- Pheidole capensis
- Pheidole carapuna
- Pheidole carapunco
- Pheidole caribbaea
- Pheidole carrolli
- Pheidole casta
- Pheidole castanea
- Pheidole cataractae
- Pheidole cavifrons
- Pheidole centeotl
- Pheidole cephalica
- Pheidole cerebrosior
- Pheidole ceres
- Pheidole cervicornis
- Pheidole ceylonica
- Pheidole chalca
- Pheidole championi
- Pheidole cheesmannae
- Pheidole chilensis
- Pheidole christopherseni
- Pheidole cingulata
- Pheidole clavata
- Pheidole claviscapa
- Pheidole clementensis
- Pheidole clydei
- Pheidole cocciphaga
- Pheidole cockerelli
- Pheidole coffeicola
- Pheidole colaensis
- Pheidole colobopsis
- Pheidole comata
- Pheidole concentrica
- Pheidole concinna
- Pheidole conficta
- Pheidole confoedusta
- Pheidole constanciae
- Pheidole constipata
- Pheidole cordata
- Pheidole cordiceps
- Pheidole corticicola
- Pheidole cramptoni
- Pheidole crassicornis
- Pheidole crassinoda
- Pheidole crassipes
- Pheidole creightoni
- Pheidole cryptocera
- Pheidole cubaensis
- Pheidole cuitensis
- Pheidole dammermani
- Pheidole darlingtoni
- Pheidole davisi
- Pheidole dea
- Pheidole decarinata
- Pheidole decem
- Pheidole deceptrix
- Pheidole defecta
- Pheidole delecta
- Pheidole dentata
- Pheidole dentigula
- Pheidole descolei
- Pheidole deserticola
- Pheidole desertorum
- Pheidole diana
- Pheidole diffidens
- Pheidole diffusa
- Pheidole diligens
- Pheidole dimidiata
- Pheidole distincta
- Pheidole distorta
- Pheidole diversipilosa
- Pheidole dugasi
- Pheidole dwyeri
- Pheidole dyctiota
- Pheidole eidmanni
- Pheidole elecebra
- Pheidole elegans
- Pheidole elisae
- Pheidole embolopyx
- Pheidole emersoni
- Pheidole emmae
- Pheidole ensifera
- Pheidole erato
- Pheidole ernsti
- Pheidole escherichii
- Pheidole exarata
- Pheidole exasperata
- Pheidole excellens
- Pheidole fabricator
- Pheidole fallax
- Pheidole fantasia
- Pheidole fatigata
- Pheidole feae
- Pheidole fergusoni
- Pheidole fervens
- Pheidole fervida
- Pheidole fimbriata
- Pheidole fiorii
- Pheidole flavens
- Pheidole flavida
- Pheidole flavothoracica
- Pheidole floridana
- Pheidole foreli
- Pheidole funkikoensis
- Pheidole fuscula
- Pheidole gaigei
- Pheidole gambogia
- Pheidole gatesi
- Pheidole gauthieri
- Pheidole gavrilovi
- Pheidole gellibrandi
- Pheidole gertrudae
- Pheidole ghatica
- Pheidole ghigii
- Pheidole gibba
- Pheidole gigliolii
- Pheidole gilvescens
- Pheidole godmani
- Pheidole goeldii
- Pheidole gouldi
- Pheidole gracilescens
- Pheidole gracilipes
- Pheidole grallatrix
- Pheidole granulata
- Pheidole grayi
- Pheidole greggi
- Pheidole grundmanni
- Pheidole guilelmimuelleri
- Pheidole guineensis
- Pheidole hartmeyeri
- Pheidole havilandi
- Pheidole haywardi
- Pheidole hecate
- Pheidole hercules
- Pheidole hetschkoi
- Pheidole hewitti
- Pheidole hirsuta
- Pheidole hirtula
- Pheidole holmgreni
- Pheidole horni
- Pheidole hortensis
- Pheidole hospes
- Pheidole hospita
- Pheidole huberi
- Pheidole humeralis
- Pheidole hyatti
- Pheidole impariceps
- Pheidole impressa
- Pheidole impressiceps
- Pheidole incerta
- Pheidole incisa
- Pheidole incurvata
- Pheidole indica
- Pheidole indistincta
- Pheidole inermis
- Pheidole innotata
- Pheidole innupta
- Pheidole inquilina
- Pheidole inscrobiculata
- Pheidole insipida
- Pheidole irritans
- Pheidole isis
- Pheidole jonas
- Pheidole jordanica
- Pheidole jucunda
- Pheidole jujuyensis
- Pheidole kitschneri
- Pheidole knowlesi
- Pheidole kochi
- Pheidole kohli
- Pheidole kraepelini
- Pheidole lacerta
- Pheidole laevifrons
- Pheidole laeviventris
- Pheidole laevivertex
- Pheidole lamellinoda
- Pheidole lamia
- Pheidole laminata
- Pheidole lanuginosa
- Pheidole laticrista
- Pheidole latinoda
- Pheidole lemur
- Pheidole liengmei
- Pheidole lighti
- Pheidole lignicola
- Pheidole lilloi
- Pheidole liteae
- Pheidole littoralis
- Pheidole lobulata
- Pheidole lokitae
- Pheidole longiceps
- Pheidole longicornis
- Pheidole longipes
- Pheidole longiscapa
- Pheidole longispinosa
- Pheidole longula
- Pheidole lucida
- Pheidole lucretii
- Pheidole luteipes
- Pheidole lutzi
- Pheidole macclendoni
- Pheidole maculifrons
- Pheidole madecassa
- Pheidole magrettii
- Pheidole maja
- Pheidole makilingi
- Pheidole malabarica
- Pheidole malinsii
- Pheidole manteroi
- Pheidole marcidula
- Pheidole maufei
- Pheidole mayri
- Pheidole medioflava
- Pheidole megacephala
- Pheidole meinerti
- Pheidole melanogaster
- Pheidole mendanai
- Pheidole mendicula
- Pheidole mentita
- Pheidole metallescens
- Pheidole microgyna
- Pheidole micula
- Pheidole militicida
- Pheidole mimula
- Pheidole minima
- Pheidole minor
- Pheidole minuscula
- Pheidole minutissima
- Pheidole minutula
- Pheidole miseranda
- Pheidole mjobergi
- Pheidole modiglianii
- Pheidole moerens
- Pheidole morrisii
- Pheidole moseni
- Pheidole multidens
- Pheidole mus
- Pheidole mylognatha
- Pheidole nana
- Pheidole naoroji
- Pheidole nasutoides
- Pheidole nemoralis
- Pheidole neokohli
- Pheidole neolongiceps
- Pheidole nietneri
- Pheidole nigeriensis
- Pheidole nigritella
- Pheidole nimba
- Pheidole nindi
- Pheidole nitidula
- Pheidole njassae
- Pheidole noda
- Pheidole nodgii
- Pheidole nodifera
- Pheidole nuculiceps
- Pheidole obnixa
- Pheidole obtusopilosa
- Pheidole obtusospinosa
- Pheidole occipitalis
- Pheidole oceanica
- Pheidole ocior
- Pheidole oculata
- Pheidole onifera
- Pheidole opaciventris
- Pheidole optiva
- Pheidole orbica
- Pheidole oswaldi
- Pheidole oxyops
- Pheidole paiute
- Pheidole pallidula
- Pheidole parasitica
- Pheidole partita
- Pheidole parva
- Pheidole peguensis
- Pheidole penetralis
- Pheidole peregrina
- Pheidole perpusilla
- Pheidole philemon
- Pheidole philippi
- Pheidole phipsoni
- Pheidole picata
- Pheidole picea
- Pheidole piceonigra
- Pheidole pieli
- Pheidole pilifera
- Pheidole piliventris
- Pheidole pinealis
- Pheidole plagiaria
- Pheidole planifrons
- Pheidole platypus
- Pheidole plebecula
- Pheidole plinii
- Pheidole porcula
- Pheidole praeusta
- Pheidole prelli
- Pheidole pronotalis
- Pheidole providens
- Pheidole proxima
- Pheidole psammophila
- Pheidole pubiventris
- Pheidole pulchella
- Pheidole punctatissima
- Pheidole punctithorax
- Pheidole punctulata
- Pheidole pungens
- Pheidole purpurascens
- Pheidole pyriformis
- Pheidole quadrensis
- Pheidole quadricuspis
- Pheidole quadriprojecta
- Pheidole quadrispinosa
- Pheidole quiaccana
- Pheidole rabo
- Pheidole radoszkowskii
- Pheidole rata
- Pheidole rehi
- Pheidole reichenspergeri
- Pheidole retronitens
- Pheidole rhea
- Pheidole rhinoceros
- Pheidole ridicula
- Pheidole rinae
- Pheidole risii
- Pheidole riveti
- Pheidole roberti
- Pheidole rogeri
- Pheidole rogersi
- Pheidole rohani
- Pheidole roosevelti
- Pheidole rosae
- Pheidole ruficeps
- Pheidole rufipilis
- Pheidole rugaticeps
- Pheidole rugosa
- Pheidole rugulosa
- Pheidole ryukyuensis
- Pheidole sagana
- Pheidole sagei
- Pheidole sauberi
- Pheidole sauteri
- Pheidole saxicola
- Pheidole scabriuscula
- Pheidole scapulata
- Pheidole schoutedeni
- Pheidole schultzei
- Pheidole schwarzmaieri
- Pheidole sciara
- Pheidole sciophila
- Pheidole scrobifera
- Pheidole sculpturata
- Pheidole seeldrayersi
- Pheidole semilaevis
- Pheidole senex
- Pheidole sensitiva
- Pheidole sepulchralis
- Pheidole sericella
- Pheidole severini
- Pheidole sexdentata
- Pheidole sexspinosa
- Pheidole sharpi
- Pheidole sikorae
- Pheidole silvestrii
- Pheidole similigena
- Pheidole simoni
- Pheidole sinaitica
- Pheidole singularis
- Pheidole sinica
- Pheidole sitarches
- Pheidole skwarrae
- Pheidole smythiesii
- Pheidole spadonia
- Pheidole spathifera
- Pheidole speculifera
- Pheidole sperata
- Pheidole spielbergi
- Pheidole spininodis
- Pheidole spinoda
- Pheidole spinulosa
- Pheidole squalida
- Pheidole steinheili
- Pheidole strator
- Pheidole striata
- Pheidole striaticeps
- Pheidole striativentris
- Pheidole stulta
- Pheidole subaberrans
- Pheidole subarmata
- Pheidole sulcaticeps
- Pheidole susannae
- Pheidole sykesii
- Pheidole symbiotica
- Pheidole tachigaliae
- Pheidole taivanensis
- Pheidole tandjongensis
- Pheidole tarda
- Pheidole tasmaniensis
- Pheidole taurus
- Pheidole templaria
- Pheidole tenerescens
- Pheidole teneriffana
- Pheidole tenuiclavata
- Pheidole tenuinodis
- Pheidole tepicana
- Pheidole termitobia
- Pheidole termitophila
- Pheidole terresi
- Pheidole tertiaria
- Pheidole tethepa
- Pheidole tetracantha
- Pheidole tetrica
- Pheidole texana
- Pheidole tijucana
- Pheidole tisiphone
- Pheidole titanis
- Pheidole tolteca
- Pheidole tragica
- Pheidole transfigens
- Pheidole transversostriata
- Pheidole trapezoidea
- Pheidole treubi
- Pheidole tricarinata
- Pheidole tricolor
- Pheidole triconstricta
- Pheidole tristis
- Pheidole tsailuni
- Pheidole tucsonica
- Pheidole turneri
- Pheidole tysoni
- Pheidole umbonata
- Pheidole upeneci
- Pheidole ursus
- Pheidole vafella
- Pheidole vafra
- Pheidole walkeri
- Pheidole wallacei
- Pheidole vallicola
- Pheidole vallifica
- Pheidole vanderveldi
- Pheidole variabilis
- Pheidole variolosa
- Pheidole vaslitii
- Pheidole watsoni
- Pheidole vatu
- Pheidole velox
- Pheidole veteratrix
- Pheidole wheeleri
- Pheidole wheelerorum
- Pheidole victoris
- Pheidole wiesei
- Pheidole vigilans
- Pheidole williamsi
- Pheidole wilsoni
- Pheidole virago
- Pheidole vistana
- Pheidole voeltzkowii
- Pheidole wolfringi
- Pheidole woodmasoni
- Pheidole vorax
- Pheidole wroughtonii
- Pheidole xanthocnemis
- Pheidole xerophila
- Pheidole xocensis
- Pheidole yaqui
- Pheidole zeteki